# بيت ياشوط
بيت ياشوط بلدة ومركز ناحية بيت ياشوط، تتبع منطقة جبلة في محافظة اللاذقية، سوريّة. بلغ عدد سكان الناحية 10086 نسمة حسب تعداد عام 2004.
تعتبر هذه البلدة من أكبر التجمعات السكانية في جبال العلويين وفيها معبر رئيسي بين ساحل البحر المتوسط وسهل الغاب وبالتالي حوض نهر العاصي.

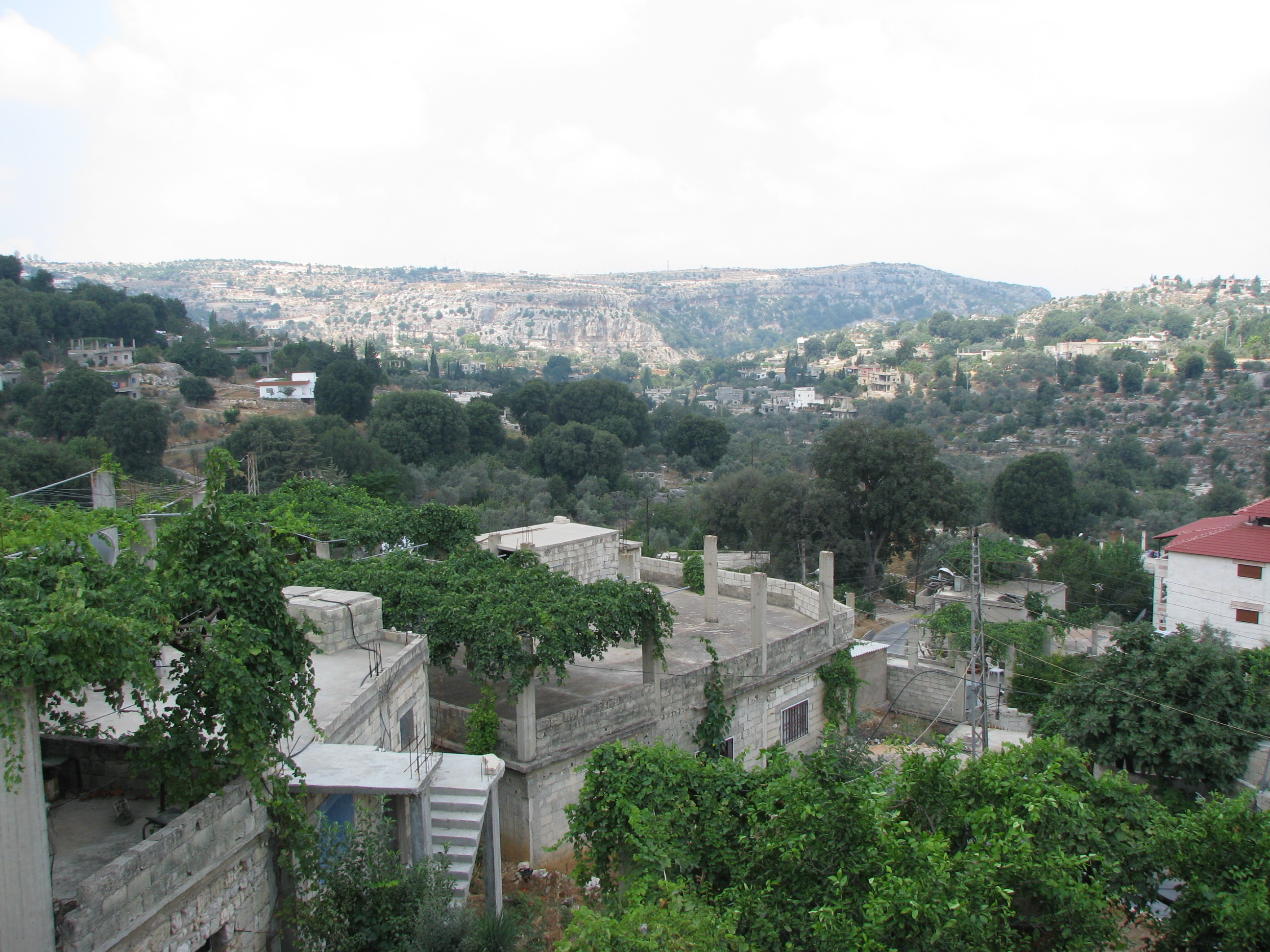
منظر لبيت ياشوط وتبدو فية أشجارالسنديان المعمرة، ويبدو أمام القرية اللسان الصخري (حَفّة عين تينة) الذي يحجب بعض أحيائها عن رؤية البحر، الصورة مأخوذة من قرية حراما

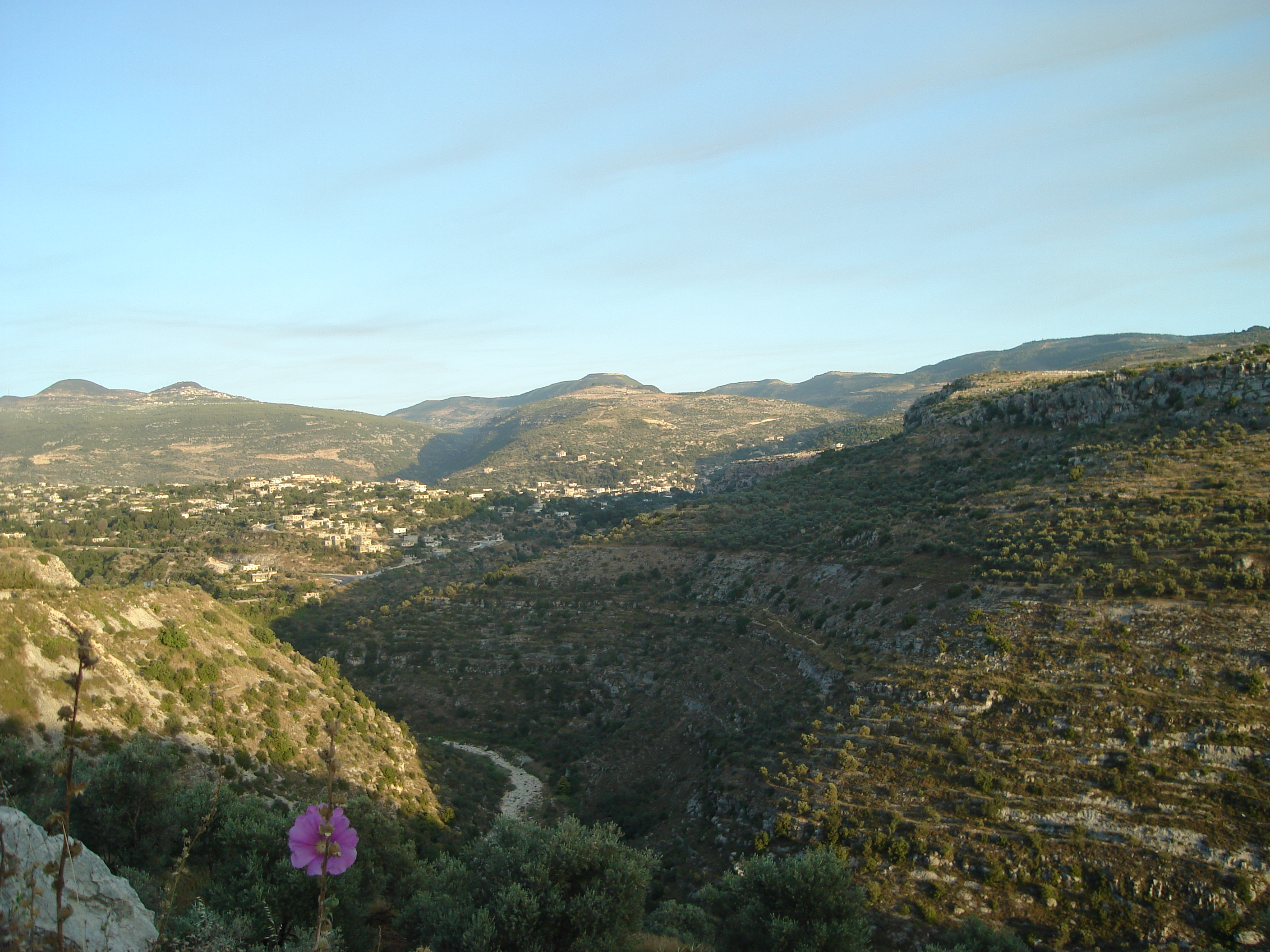
بيت ياشوط من الغرب، وتبدو التضاريس الجبلية ونهر القش وبشيلي وبسمالخ والحصنان

## أصل التسمية
بيت ياشوط مكونة من مقطعين؛ الأول: بيت وهي كلمة تعني المكان الذي يبيت به الإنسان، وبيت كلمة مشتركة بين الآرامية والعربية والعبرية؛ والجزء الثاني هو ياشوط وهي كلمة لم نعثر عليها في قواميس اللغة العربية وهذا ما يرجح أن تكون آرامية باعتبار أن القسم الأول مشترك بين اللغتين.
تروي الحكايا الشعبية أن شخصاً يدعى ياشوط أتى هذا المكان ولم يكن به أحداً وابتنى به بيتاً ومن ثم أخذت القرية اسم صاحب البيت، ونعتقد أن ياشوط عندما سكن هذا المكان وهو معبر استراتيجي يصل الساحل السوري مع سهل الغاب أصبح مقصداً للعابرين الذين يسافرون بين مدينة جبلة وسيانو في الغرب وسهل الغاب في الجهة الشرقية سيما وأنه يقع على مسيرة ليلة من كلا المنطقتين وهذا ما يدفعنا لوضع نظرية مفادها أن الذي أعطى اسم هذه القرية «بيت ياشوط» هم أولئك العابرون والمسافرون الذين كانوا يبيتون ليلتهم عند ياشوط وأولاده من بعده ومن ثم يكملون سفرهم في اليوم التالي. وهذه النظرية تدفعنا إلى نظرية أخرى وهي أن هذا المكان كان خالياً قبل أن يتخذه ياشوط مسكناً له.
وثمة رواية شعبية ضعيفة ترجع اسم ياشوط إلى العربية ولكن هذه الرواية التي يتبناها بعض القرويون غير مثبتة حتى الآن، والواقع أنه في قرية بيت ياشوط لا يوجد أي شخص يرجع بنسبه إلى ياشوط، ولدى البحث في تاريخ المنطقة لم يجد أي مرجعية لاسم ياشوط ولا أي شرح عن تسمية هذه القرية.

## الجغرافية والتقسيم الإداري

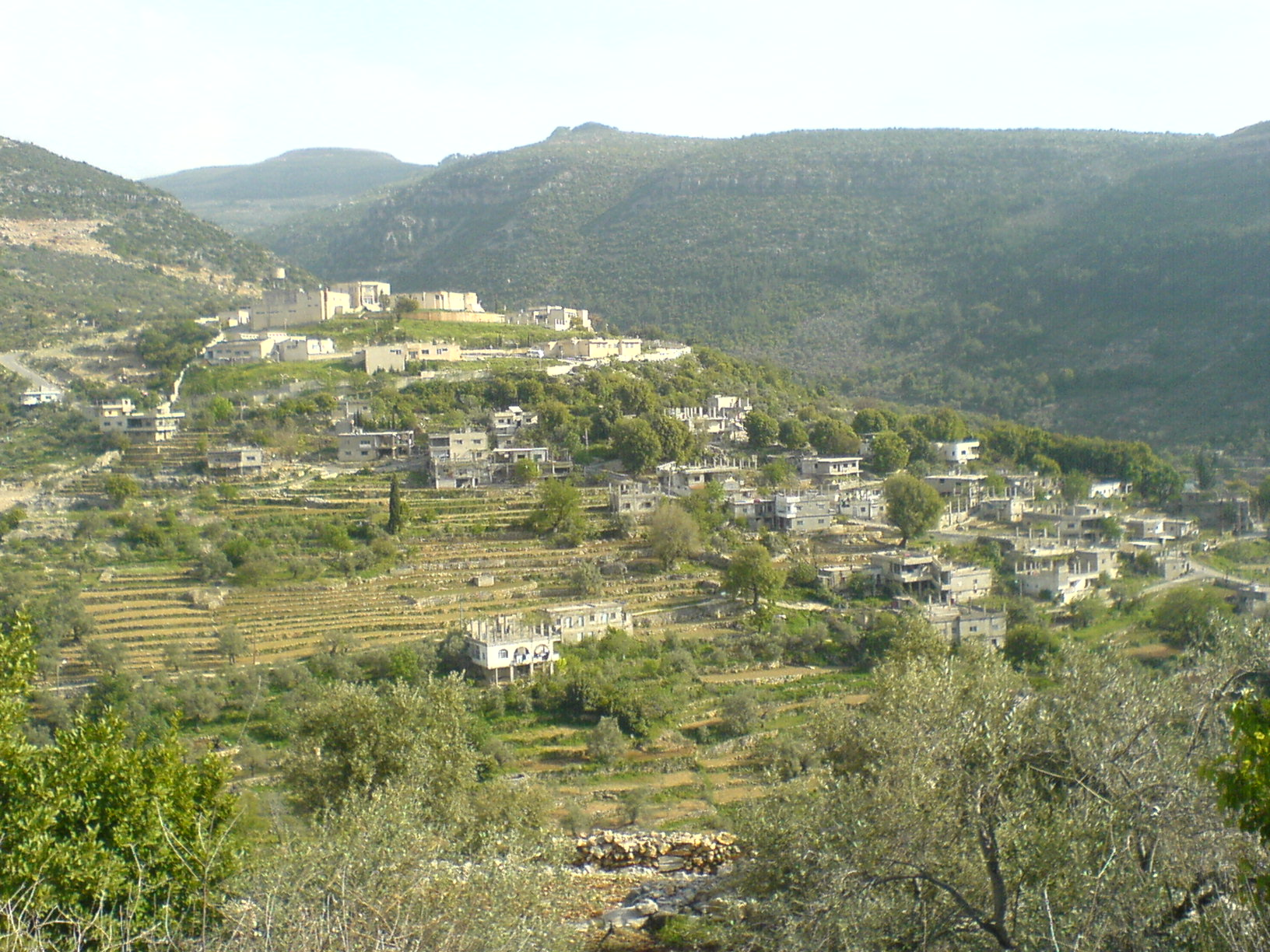
مشهد من بيت ياشوط (حراما) في الربيع

تقع بيت ياشوط على خط الطول 36.12 وخط العرض 35.31. وهي ذات طبيعة جبلية، أو هضابية فتارة هي جبلية وتارة هي منخفض بين الجبال، فالجبال تحيطها من جهاتها الأربع تقريباً، وحتى من الجهة الغربية يوجد نتوء صخري (حفـّة عين تينة)، هذا النتوء يكاد يرتفع على معظم مناطق القرية ويحجب عن أغلبها رؤية البحر والسهل الساحلي. ترتفع بيت ياشوط عن سطح البحر حوالي 500 متر. إليكم بعض الارتفاعات المُهمة في هذه القرية:
- مدرسة عين قيطة قرب الحفّة: 400 م
- أسفل حراما 440 م
- المستوصف: 480 م
- أعلى مشروع إنعاش الريف: 520 م
- ثانوية الحصنان: 540 م
- أعلى كرم غصونة: 600 م
- كشفة العقبة: 772,3 م
- حِلبَكُّو: 1000 م
- الشعرة (أوتستراد): 1268 م
- المنيزلة: 1240 م
- جبل الحمى: 1384,6 م
- جب الصارم: 1232,5 م.

وتنقسم بيت ياشوط إلى عدة قرى صغيرة هي حسب الترتيب الأبحدي على الشكل التالي: البساتين، حراما، الحصنان، عين تينة، عين قيطة، وكرم غصوني (كرم الغصون)، القليعة، وبسمالخ، حقل العنز، الرويسة، بيت الملك، ويتبع لها العديد من القرى المحيطة مثل بشيلي، حلة عارا، وعين قطعة، وحلبكو، وب صمورة.
يمر بهذه القرية طريق يصل السهل الساحلي مع سهل الغاب وفُتِحَ في الثمانينيات من القرن العشرين، كما تم إقامة مشروع تحت اسم إنعاش الريف للعمل على تنمية الخدمات في الريف بشكل عام.

## الآثار
يوجد في بيت ياشوط بعض الآثار لأناس سكنوا هذه المنطقة وتنتشر في مواقع كثيرة. كما أن هناك العديد من النواويس (النواغيص) وهي مقابر منحوتة في الصخر.
في بيت ياشوط العشرات من المواقع وآثار لقرى تاريخية من العصور الغابرة، ولنأخذ عل سبيل المثال قرية حراما القديمة وهي تقع في جنوب بيت ياشوط قرب نبع ماء أخذ اسمها، يدل النمط المعماري للبيوت تاريخية التي ما زالت تحتفط بجدرانها إلى ذوق رفيع في البناء.

## التاريخ والدين

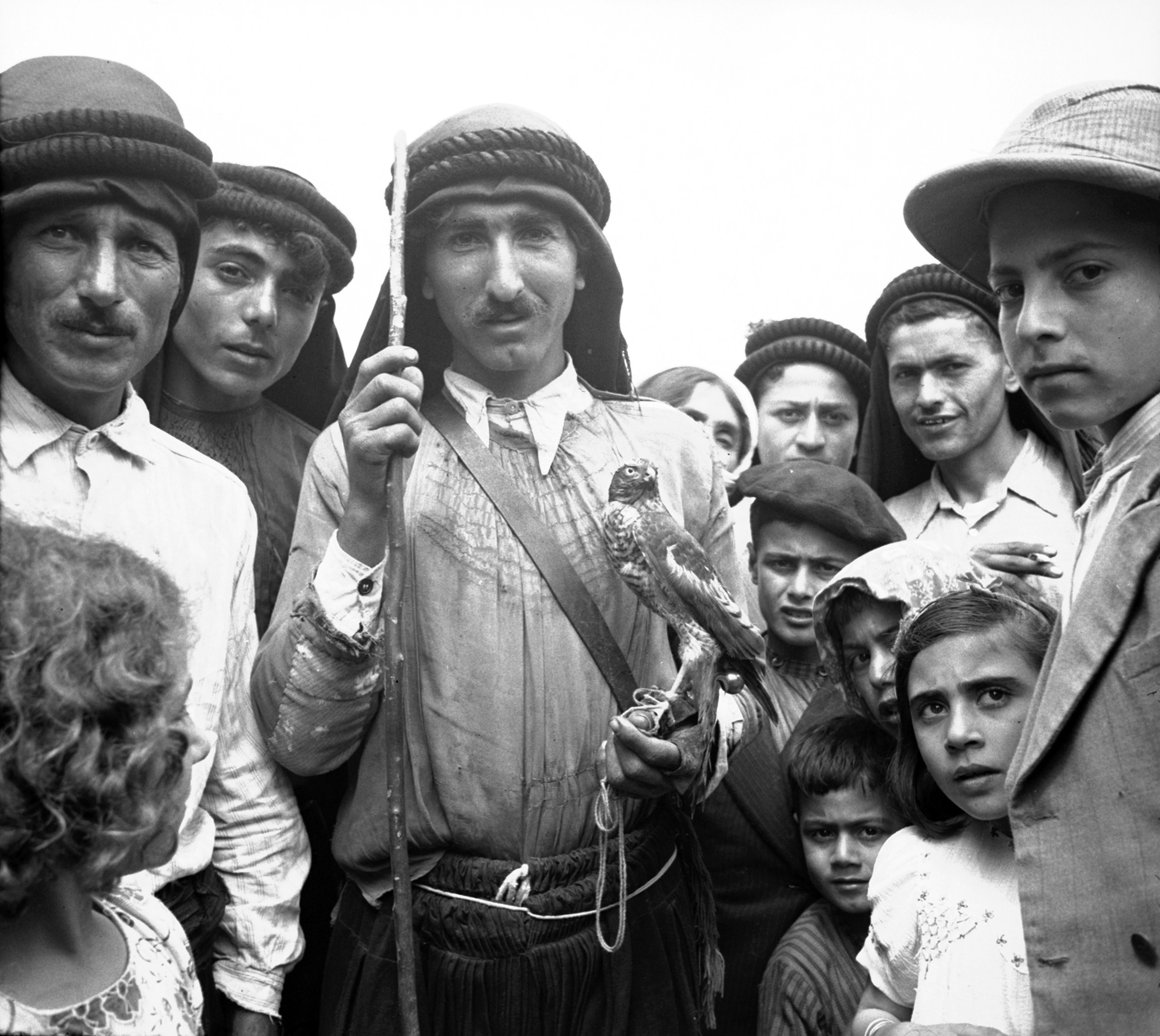
ناس من جبال العلويين في بداية القرن العشرين

لا يوجد في المصادر التاريخية أي ذكر لقرية بيت ياشوط. إلا ما ذكره ابن بطوطة في القرن الرابع عشر الميلادي عن المنطقة بالعموم عندما تحدث عن مدينة جبلة وذكر أنه بالقرب من هذه المدينة يوجد جبال يسكن بها أقوام عباداتهم غريبة ليست كمحيطهم الإسلامي، كما أن أمير اللاذقية كان يرسل جيوشا للقضاء عليهم وتناقص عددهم لدرجة أن سكان السهول والمدن الساحلية من المسلمين احتجوا لأنهم كانوا بحاجة إلى سكان هذه الجبال من أجل تشغيلهم في زراعة أراضيهم في السهل الساحلي... هذا مع التحفظ على رواية ابن بطوطة. إن المنطقة تحتاج إلى الكثير من الدراسات العلمية والمنهجية من أجل الوصول إلى تاريخها ولعل الأمر في غاية الصعوبة بسبب انعدام الوثائق وما هو موجود ليس إلا روايات مشائخية تخلو من أية علمية. وتاريخ بيت ياشوط غامض غموض تاريخ القرى المجاورة والجبال الساحلية بالعموم، ولكن نعتقد أنه جزء من تاريخ المنطقة المجاورة التي مرت عليها العصور الوسطى والحديثة بأقسى صورها.
ويجب أن نشير إلى أن المنطقة تعرضت للعديد من الزلازل نوثق منها:
- زلزال عام 1157م تعرضت المنطقة لزلزال عنيف لم يبق منها شيء تقريباً.
- زلزال عام 1170م
- زلزال عام 1177م.
- زلزال عام 1568
- زلزال 1794
- زلزال آخر في 26 أو 27 نيسان / أبريل عام 1796م الذي خرب اللاذقية وجبلة وقتل ثُلث السكان ودمّر البيوت وهدم الآبار ووصل أثره إلى سهل البقاع.[2]

كما قال عنه الرحالة وعالم الحشرات الفرنسي غيوم أنطوان أوليفييه الذي قام برحلات في أقاليم الدولة العثمانية بين أعوام (1793-1797)م: "حدث هذا الزلزال في 26 نيسان 1796 بعد بضع دقائق من الساعة التاسعة صباحاً حيث كان البحر في هدوء تام وليس هناك أية نسائم ولا أية حركة ولو بسيطة في الهواء وكانت السماء غائمة إلى حد ما والشمس بدت شاحبة... الهزة سُبقت بضجيج خفي قادم من تحت الأرض وكان قوياً بما فيه الكفاية ليطغى على الضجيج الذي حدث نتيجة لسقوط المنازل، إن هذين الضجيجين اللذان كانا متزامنين تقريباً ومختلطين بحيث لا أحد كان لديه الوقت الكافي للهرب.
فجأة وبسرعة تم تدمير المنازل لدرجة أنه حتى أولئك الأشخاص الذين كانوا في الطابق الأرضي وحدث أنهم كانوا في وضعية الإنسان الواقف لم يتمكنوا من الوصول إلى عتبة باب المنزل.
حتى مخزن التبغ، وهو البناء الكبير المتوضع قرب الميناء والمبني بحجارة صلبة ضخمة طُرح أرضاً وأصبح حُطاماً. حيث أنه ومن دون إنذار لم يبق أحد ممن كانوا هناك على قيد الحياة وهم الآغا وضباطه و400 من العمال...... "
- زلزال عام 1813م كان أحد الزلازل القوية جداً.
- زلزال 13 آب عام 1822م كان آخر زلزل قوي وأرعب سكان جبلة واللاذقية والذي وصفه المبشر وولف الذي وصل بعد ساعات قليلة إلى اللاذقية قادماً من حلب قائلاً: «... وقد دمرت كل من حلب وأنطاكية واللاذقية وحمص و حماة، وجميع القرى في محيط عشرين ميل ووصل أثره إلى مدينة حلب. ستون ألف شخص  انتقلوا إلى رحمة الله. لقد وصلت إلى اللاذقية، حيث وجدت السكان خارج المدينة. و كانوا جميعهم شاحبي الوجه من هول الفاجعة. وجثث الموتى متناثرة في الشوارع». قال وولف لهؤلاء الناس، وإلى المسيحيين الأرثوذكس واللاتين، «تعالوا، ودعونا نركع ونصلي جميعا» وبدأ بالصلاة باللاتينية. ولكن وفي وسط صلاته، وإذ بشيء وكأنه أشبه بتحطم السفينة... ارتجفت الأرض بقوة مرة أخرى واهتزت، وتعالى صراخ الجميع وهم يقولون: «رحمتك يا الله.. رحمتك يا رب... لقد أتى يوم الحساب » ولزيادة حالة الارتباك والخوف لدى الحاضرين صرخ أحد المشعوذين من الذين كانوا معنا في نفس المنطقة وقال:

«هذا المساء سوف يأتي طوفان عظيم... وسوف يتم تدمير العالم كله. ولكني أسكّته بسرعة... »
ومن الحوادث التاريخية المهمة:
- في صيف عام 1188 مرت جيوش صلاح الدين في السهل الساحلي السوري وحلت محل الصليبين وكان لذلك أثراً على المنطقة ولو لم نتوصل إليه.
- في تاريخ 12 كانون الأول / ديسمبر 1968 هبت على قرى جبلة رياح قوية جداً اقتلعت الكثير من أشجار الزيتون في بيت ياشوط فقام الأهالي بإعادة زرعها مرة أخرى.
- في صيف 1999 سرت إشاعة قوية عن طريق التلفون الأرضي في ليل يوم من أواخر أيام شهر تموز / يوليو عن احتمال حدوث زلزال فنام سكان هذه القرية والقرى المجاورة في العراء حتى الصباح.

غالبية السكان من العلويين وبدأت بيت ياشوط تتخذ طابعاً إسلامياً نوعاً ما اعتباراً من نهاية الثمانينيات من القرن العشرين وذلك بفعل البحث عن هوية دينية بعد الانهيار العالمي العام للأفكار اليسارية، أضف إلى ذلك التأثير الإيراني وشعور بعض العلويين أنهم بدون دين منظم مثل الطوائف الكبرى. فانتشرت موجة من التدين عن طريق أنصاف مثقفين ومساعدين عسكريين خرجوا على المعاش، ولم يستطع رجال الدين التقليديين أن يجابهوا هذه الظاهرة الجديدة، فانقسم الناس. ولكن غالبية سكان بيت ياشوط يعيشون حياة غير متدينة، أي أنهم انحدروا من أسرة ذات دين علوي أو تعيش في المحيط العام العلوي ولكن لا يمارسون أي طقس متدين، وربما هذا هو السبب الذي جعل هذه القرية هي من أقل القرى خضوعاً لرجال الدين في الجبال الساحلية، ولعل وقوع بيت ياشوط في عمق الجبل وبعدها النسبي عن مناطق الاحتكاك الديني مع الطوائف الأخرى، ربما كان سبباً في عدم التأزم الديني في عقلية سكان هذه القرية.

### بيت ياشوط ومعركة السند
معركة السند في وادٍ بين بيت ياشوط وبشراغي وقد حصلت في الثلانيات من القرن العشرين بين قوات يقودها صالح العلي وبين قوة فرنسية توجهت إلى قرية بيت ياشوط في الدولة العلوية آنذاك.
كانت الحملة تتكوّن من جنود من المغرب العربي وكان قائدهم فرنسي، أُبيدت هذه الحملة، وبعد ذلك بسنوات جاءت أم هذا الضابط إلى الوادي الذي يقع في أسفل قرية بشراغي ولملمت بعض العظام وأنشأت قبراً مع صليب مسيحي، بمعونة أناس من بيت ياشوط دفعت لهم مالاً، وكانت تزوره من سنة إلى أخرى إلى أن تمَّ تخريبه من بعض القرويين، فلم يعد يراها أحد بعد ذلك.

### بيت ياشوط والحرب الأهلية السورية
تركت الحرب الأهلية السورية بصمتها الكبيرة على هذه القرية، إذ كان يوجد ثقافة عامة لدى أبناء هذه القرية بالالتحاق بالجيش وخصوصاً أثناء فترة فقر العلويين في الثمانينات والتسعينات من القرن الماضي، ولهذا السبب فقد قُتل العشرات من أبنائها أثناء تواجدهم في قطعاتهم العسكرية. كان ذلك بمثابة الفاجعة التي أثرت إلى حد كبير في نفسية سكان هذه القرية أسوة بكل القرى والمدن السورية بدون استثناء. وبفعل كمية القتلى الكبيرة ومحاولة نظام بشار الأسد التغطية على الموت العبثي لأبناء العلويين فقد انتشرت ظاهرة اتنهازية وهي وضع صور الذين فقدوا في هذه الحرب على حوامل الأسلاك الكهربائية وقد شاركت أجهزة بشار الأسد ومخابراته في هذا التملق العام، فأصبح هذا المشهد مظهراً آخر من بشاعة هذه المقتلة السورية.
امتد أثر الحرب الأهلية السورية ليشمل أموراً أخرى متعلقة بالحياة اليومية لسكان القرية فغدا انقطاع الكهرباء، وانهيار الخدمات العامة، وتوضّح الفساد بشكل أكبر، كابوساً جاثماً على صدور القرويين في لحظة تاريخية مهمة: إذ أنّه وبوجود وسائل التواصل الاجتماعي لم يعد العديد من أبناء العلويين يقبلون بما كان يمارس عليهم بُعَيد أحداث حماه عام 1982 من إفقار وتهميش ودعاية السلطة، في حرب عبثية لا ناقة لهم بها ولا جمل.
في 27 آذار / مارس 2018 وبُعيد عملية إخلاء الجيش الروسي لغوطة دمشق الشرقية من المقاتلين المناهضين لبشار الأسد مرت الباصات التي تحمل هؤلاء المقاتلين على طريق بيت ياشوط الغاب، هذه الخطوة اعتُبِرت كإهانة إضافية من أجهزة بشار الأسد لسكان هذه القرية، إذ مَرَّ قتلة أبنائهم أمام أعينهم في عملية استعراضية، كان من الممكن ألا تتم مثلاً بجعلهم يمرون على طريق حمص حماه.

## السكان

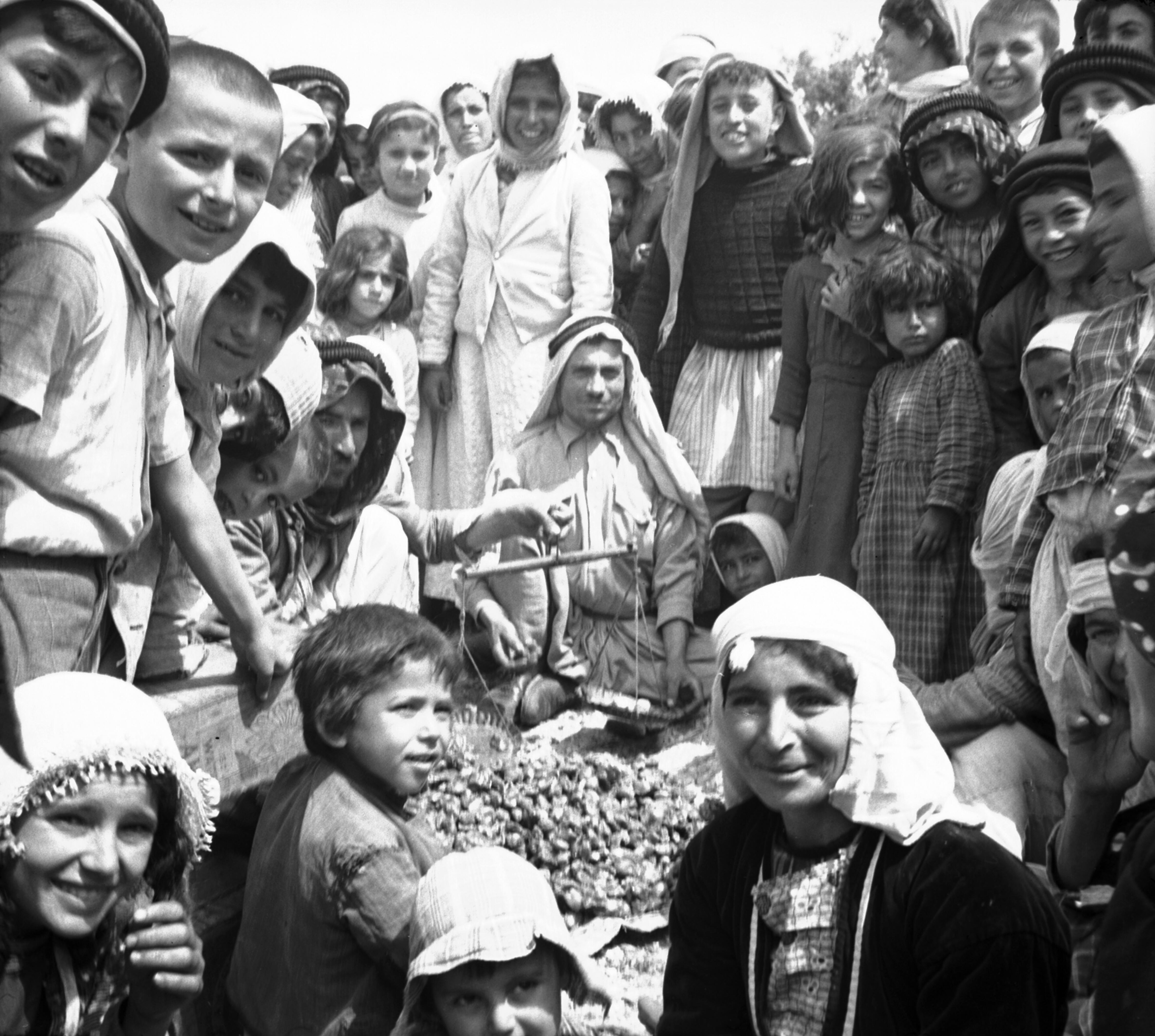
سكان علويين حوالي 1930

كان يرتفع عدد سكان بيت ياشوط في الصيف إلى ما يقارب 30 ألف نسمة، إذ أن الكثيرين من أبنائها الذين هاجروا منها كانوا يعودون إليها لقضاء فترة الصيف. وأغلب سكان بيت ياشوط المهاجرين موجودين في دمشق وهذا كنتيجة للتغير الديموغرافي الذي حل في سوريا في منتصف القرن العشرين وبالتحديد سنوات الستينيات من القرن. لم تعرف بيت ياشوط الهجرة إلى خارج سوريا أسوة بقرى سورية أخرى كقرى القلمون وطرطوس، وهذا ما كان له أثر سلبي على الشرائح الاجتماعية بشكل عام في هذه القرية الكبيرة وكيفية رؤيتهم لنفسهم ضمن سوريا والعالم.
أغلبية سكان بيت ياشوط المقيمين بشكل دائم في هذه القرية يعملون في الزراعة (أنظر فقرة الزراعة في بيت ياشوط في الأسفل) وهناك بعض المهن الصناعية التراثية كالحدادة والنجارة كانت قبل أكثر من خمسين سنة موجودة تلبية للحاجات الزراعية ولكن هذه المهنة بدأت تزول، كما يوجد بعض المهن الصغيرة والفلكلورية مثل استخراج العرق (سحب العرق). وكان في السابق يوجد مهنة صناعة الحبال من شعر الماعز ولكنها زالت أيضاً مع تغير الزمن وهناك بعض المهن والصناعات التقليدية.

## اللباس
الملابس التقليدية الفلكلورية

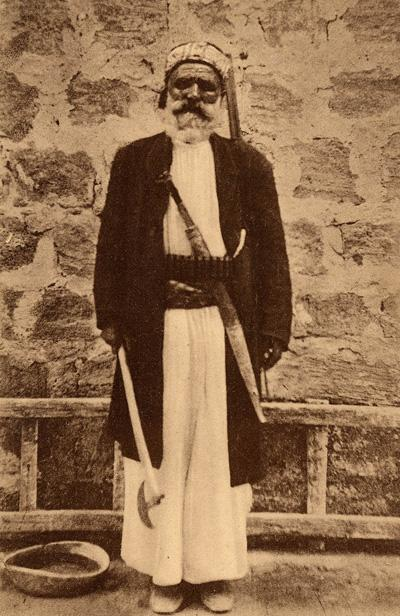
رجل علوي بلباس تقليدي في بداية القرن العشرين

كان اللباس في الماضي القريب لباس تقليدي كما في الكثير من مناطق الشمال السوري وجبال الساحل مشابه للباس الأتراك وهو للرجل القنباز والشملة والبريم (لاحظ الصورة في الأعلى) وللمرأة الفستان مع المنديل المسلوبي في أواخر القرن العشرين انحسر القنباز بشكل كبير وحلَّ محله الكلابية للرجال المتقدمين بالعمر فقط وكثيراً منهم ما عاد يضع الشملة أما النساء ما عدن يضعن المنديل المسلوبة وبعضهن يضعن الإيشار وهو غطاء تقليدي للرأس (وليس للشعر) كما في الريف الأوروبي وحوض المتوسط.
الملابس الحديثة
اليوم انحسرت بشكل كبير الملابس الفلكلورية وانتشرت الملابس الحديثة بكافة أنواعها أما اللباس الحالي للشباب والصبايا فهو اللباس حسب أحدث ما هو موجود في عالم الازياء والموضة، الشباب والبنات كما الأوروبي وهذا يعني أنه بعد عدة سنين لن نرى أي لباس تقليدي في هذه القرية.

## الواقع اللغوي
اللغة العربية ولا سيما اللهجة السورية اللبنانية هي لغة السكان، والتأثير الآرامي واضح إذ يستخدم السكان الكثير من المفردات الآرامية ولا سيما الجيل القديم كالمفردات العائدة إلى الزراعة. ولكن الجذور اللغوية المستخدمة في العديد من الكلمات موجودة في القواميس العربية، وهذا يدل على أن سكان هذه القرية حملوا معهم إحدى اللهجات العربية عندما سكنوا في هذا المكان، وربما هذا هو سبب عدم اعتقاد أحد أن الآثار الموجودة في القرية يعود لأجداده ولا سيما النواغيص...
واللهجة الياشوطية هي لغة عربية ولكن انعزالها لوقت طويل عن المحيط العربي جعلها تبدو غريبة نوعاُ ما بالإضاقة إلى ظاهرة النبر اللغوي واللفظ المتناسبتان مع الجغرافية الجبلية.

## التعليم
بسبب انتشار نظام التعليم الوطني، أصبحت بيت ياشوط قرية بدون أمية نسبياً، ففي هذه القرية يوجد الآن العديد من المدارس التي لها تاريخها في القرية، كما أن بيت ياشوط لا تبعد عن جامعة اللاذقية أكثر من أربعين كيلومتر وهذا ما زاد في نسبة الحاصلين على الشهادات الجامعية. كما أن هناك البعض من أبنائها الذين درسوا في دول أوروبية وتخرجوا من جامعات غربية.

## الزراعة في بيت ياشوط

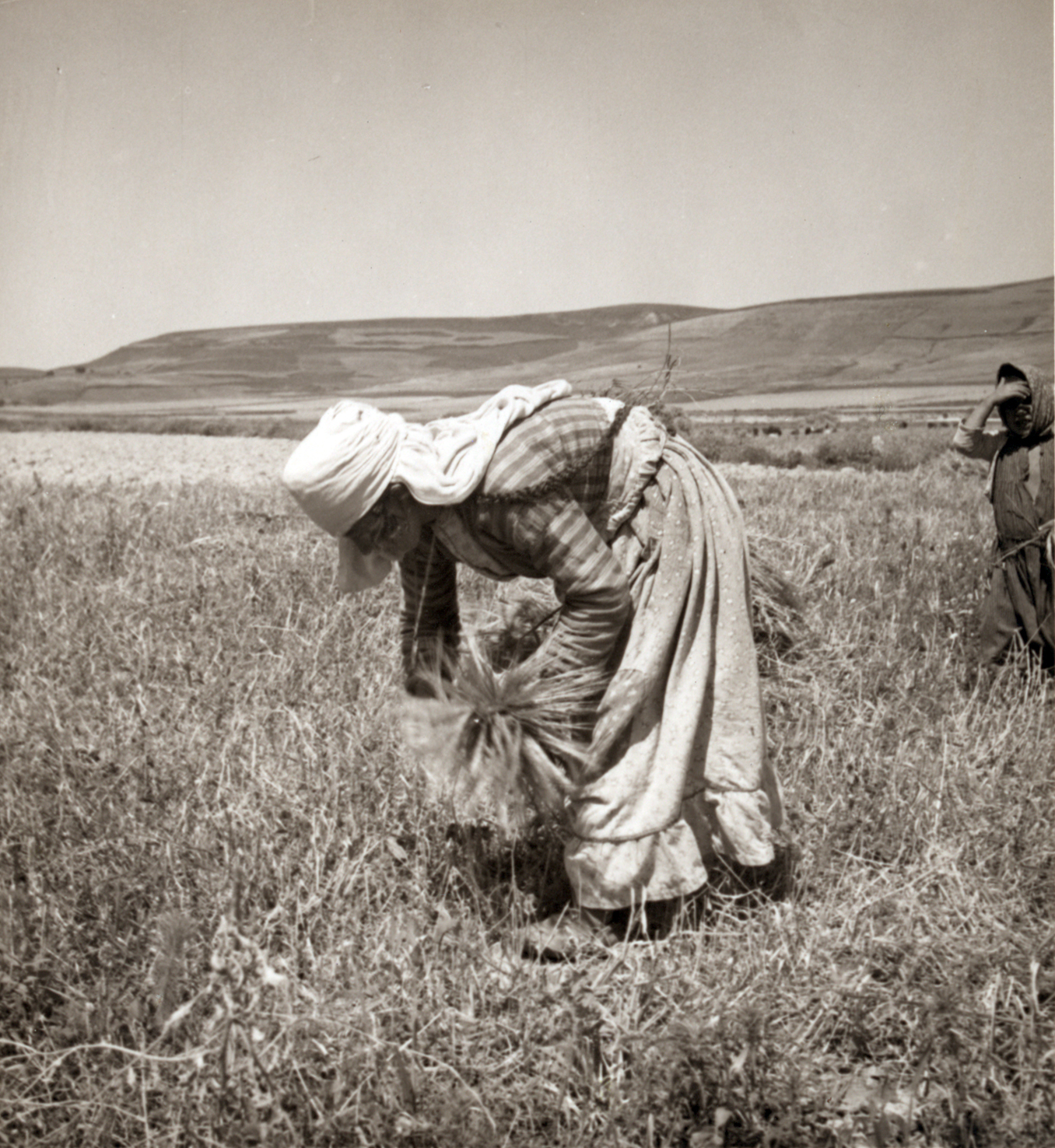
امرأة علوية تُسنبل القمح في عام 1938

الدخان في بيت ياشوط، وفي الصورة جزء من القرية

إن الطبيعة الجبلية هي ما يميز تضاريس بيت ياشوط وهذا ما ساهم في محدودية الزراعة، وجعل دخول الآلة والمكننة صعب للغاية بالإضافة إلى محدودية الأراضي الزراعية ووجود الغابات والصخور الكبيرة.
يبدو أن الياشوطين الحاليين أخذوا زراعة الزيتون عن السكان القدماء الذين سكنوا المكان ولقد تطورت هذه الزراعة لاحقاً، ولكن في بدايات القرن العشرين لم يكن هناك زراعات تذكر غير القمح والشعير وهي لا تلبي حتى حاجات القرية وكان الاعتماد في هذه المرحلة على الرعي كذلك، وهذا أمر طبيعي إذ كانت الحياة في الجبال الساحلية السورية في تلك المرحلة وحتى نهاية الخمسينيات أشبه بالعصور الوسطى، كما أن تاريخ الزراعة يشير إلى أن زراعة التوت كانت رائجة في مرحلة ما قبل القرن العشرين وذلك من أجل دودة القز والحرير.

### الدخان
وهو أهم محصول تنتجه بيت ياشوط، والاسم العلمي له هو التبغ وما يزرع في هذه القرية هو النوع المسمى «بلدي» وذلك بتوجيه من الحكومة السورية، لا يعرف بدقة متى زرع الدخان أول مرة في بيت ياشوط ولكن تشير الدراسات إلى أن زراعته بدأت في منطقة اللاذقية في نهاية القرن السابع عشر وبداية القرن التاسع عشر، ففي عام 1874 أسس تجار مدينة اللاذقية شركة «مؤسسة تبغ اللاذقية» وأعلنت الدولة العثمانية حصر التبغ في المدينة، ثم أسست «خان الدخان» عام 1892 ليكون مقرًا للشركة، وقد غدا الخان مقر الحاكم العسكري الفرنسي ثم متحف المدينة الوطني بعد الاستقلال.
وقد انتشر الدخان بقوة أثناء الاحتلال الفرنسي للمنطقة وأصبح أكثر تنظيما وأصبح هناك مؤسسة خاصة تحتكر تسويقه تسمى الريجي (Régie) وهي كلمة فرنسية تعني إدارة حصر، وكلمة كمسيون (commission) وتعني لجنة الشراء.

### الزيتون

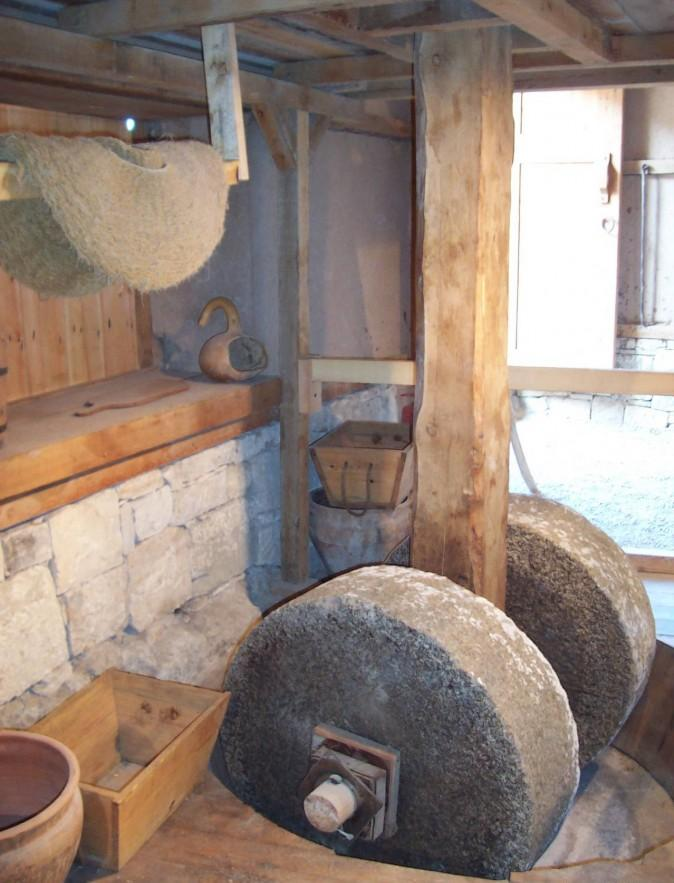
آلة إنتاج زيت الزيتون بالقرب من أورلا، أزمير، تركيا)، وتسمى في بيت ياشوط الباطوز

باطوز لكسر حبات الزيتون وتبدو الخرزة وفي مركزها خشبة التدوير

زُرع الزيتون قديماً في المنطقة ويشهد على ذلك وجود الأجران الحجرية وأدوات استخراج الزيت قرب عيون الماء وظل الباطوز يستخدم إلى وقت قريب جدأ. وتنفرد بيت ياشوط مع قرى قليلة جداً باستخراج زيت الزيتون بطريقة تسمى زيت الخريج.
كما يزرع السكان بعض المحاصيل والخضار للاستهلاك المنزلي مثل الثوم والبصل والبندورة والخس والسلق والبقدونس والملفوف والأشجار المثمرة.

### تربية الحيوانات
في عام 1980 كانت بيت ياشوط ما زالت تحافظ على تربية الماعز، وكانت الماعز تؤخذ إلى تخوم القرية للرعي وينظم لها دور للرعي إذ لكل مالك عدد أيام يتناسب مع عدد رؤوس الماشية، رويداً رويداً بدأت تزول هذه المهنة إلى أن انقرضت في حوالي 1990، ولكن ما زالت بعض قرى بيت ياشوط تحتفظ بهذه الحيوانات.
بالإضافة إلى الماعز هناك تربية البقر وذلك للحليب وأحياناً فلاحة الأرض، وعادة ما تكون تربية البقر مصحوبة بتربية الحمار الذي يسمى في بيت ياشوط ومحيطها بـ الكر، وهناك كذلك تربية الطيور ولا سيما الحمام.

## المياه
تقع بيت ياشوط في الدائرة رقم 2 لحوض نبع السن، وهذا ما يجعل لأي تلوث للمياه الجوفية تأثير سلبي كبير على جميع قرى ومدينة اللاذقية التي تشرب كلها من نبع السن.
أما عن مياه بيت ياشوط فهناك العديد من الينابيع وترتيبها بحسب قوة التدفق: نبع عين الغار ونبع عين حراما وينابيع عن تينة والبساتين التي تحولت جميعها إلى آبار تضخ بالكهرباء، وينابيع نهر عين قيطة وحقل العنز وينابيع وادي كرم غصوني.

## الغابات

المنطقة الكثيفة من غابات بيت ياشوط على طريق بيت ياشوط الغاب

غابات بيت ياشوط، هي غابات طبيعية سورية تقع في منطقة بيت ياشوط، يمر في وسطها طريق بيت ياشوط الغاب، وهي تمتد من الأحراش والغابات في قرية معرين إلى أبو قبيس وتتجه شمالا على قرية عين الكروم وهكذا إلى عين الحيات من ثم بيت ياشوط وهي غابات طبيعية كثيفة الأشجار وغنية بالحياة البرية وأنواع عديدة من الحيوانات والطيور التي تعيش وسط الغابات. تقع قرية التمازي في عمق هذه الغابات، بالرغم من وقوعها إداريا في محافطة حماة.
أهم أشجارها البرية السنديان، والبلوط، والغار، والعزر، والسترك، والقطلب، والزعرور، والعرموط، والزيزفون البري في وادي حراما وفي منطقة حار المسيل، والدلب في وادي عين الغار.
وتنقسم إلى قسمين رئيسين طبيعية ومزروعة.

### غابات طبيعية
وهي بقايا الغابات الأساسية التي كانت منتشرة في جبال اللاذقية وهذه البقايا تكون حول ما يسمى المزارات، كما يوجد الأحراش التي أحياناً تسمى بالقلع، ولعل أبرز غابات بيت ياشوط الطبيعية هي الغابات المنتشرة على طريق بيت ياشوط الغاب وفي منطقة وادي سعيد وعين أم الصبايا والتي تسمى مجتمعة (الظهر).

### غابات مزروعة
في ثمانينيات القرن العشرين أخذت الدولة على حين غفله من الأهالي مجموعة من الأراضي اسمها السن والتي أهملها أهلها، وزرعت بالصنوبر وهي مساحة كبيرة نسبيا وتقع بين حراما وبشيلي، وأكثر مكوناتها هي الصنوبر العادي والصنوبر الثمري وهذه الغابة يخترقها طريقان ولكنهما غير كافيان لحمايتها من النيران.

### حيواناتها البرية
حيواناتها البرية عديدة منها الثعلب والخنزير البري والنمس والغزال إضافة لأنواع أخرى وكان الدب المعروف بالدب السوري يوجد إلى فترة غير بعيدة إذ يُقال إن الفرنسيين كانوا قد أخذوا معهم واحداً من هذه الدببة الذي كان مشارفا على الانقراض ويقال إلى أنه ما زال يوجد أعداد منه في إحدى حدائق الحيوان في فرنسا[بحاجة لمصدر].

## المواصلات

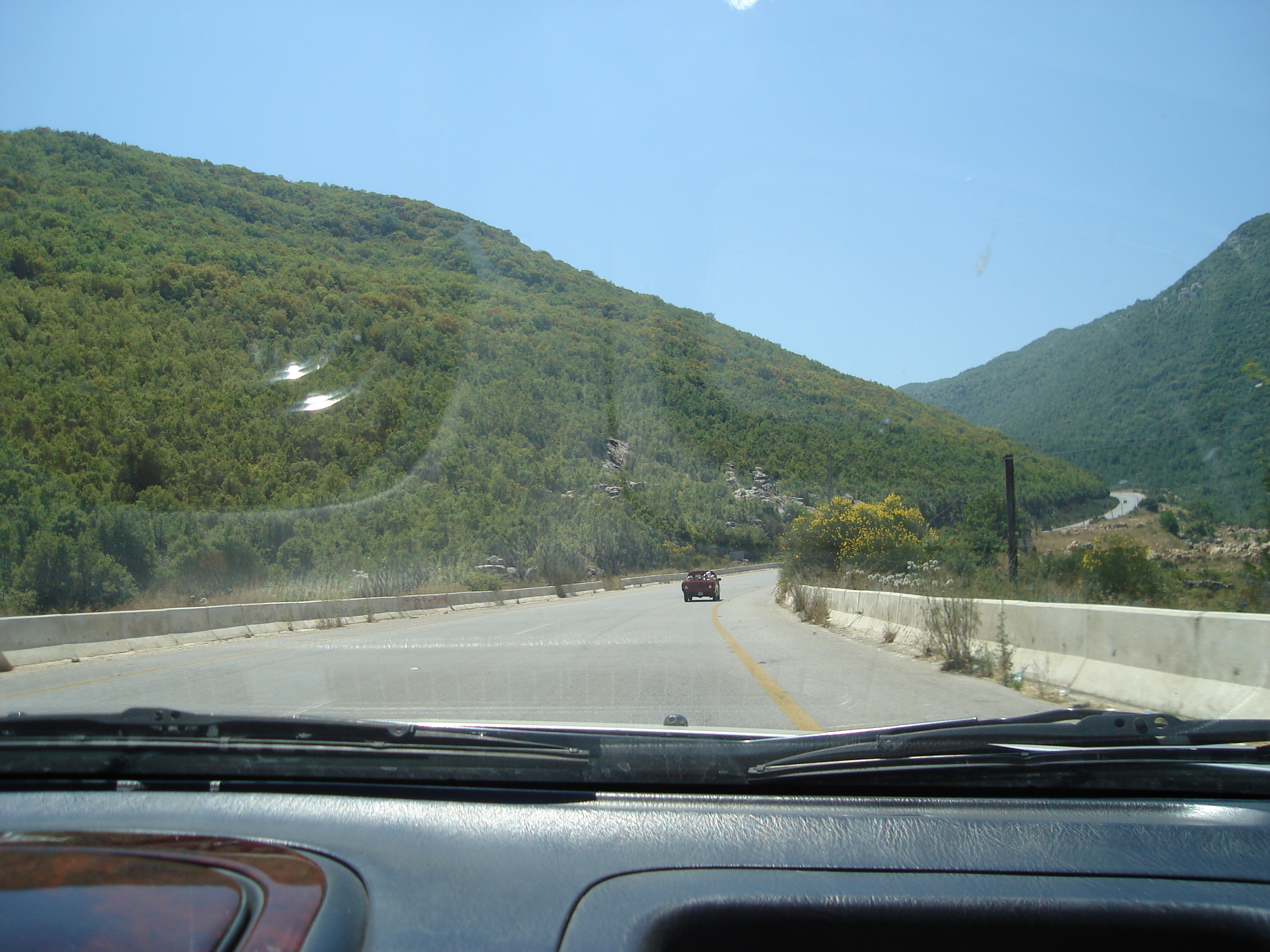
الطريق بين بيت ياشوط وسهل الغاب

ترتبط بيت ياشوط بطريق واسع من النوعية الجيدة مع السهل الساحلي ومدينة جبلة وهذا الطريق نفسه يتجه شرقاً إلى سهل الغاب ومن ثم مدينة حماه، في الواقع أنه ومنذ افتتاح هذا الطريق في بداية التسعينيات من القرن الماضي تغيّر وجه القرية وأصبحت تتجه نحو شكل المدينة الصغيرة، إذ ازداد عدد العابرين بشكل مطرد وأنشأت العديد من المطاعم والاستراحات في أعلى هذا الطريق في منطقة الغابات التابعة لبيت ياشوط، وهذه المطاعم تقدم مأكولات من تقاليد المنطقة كالشنكليش وخبز التنور والعرق البلدي والمأكولات الشعبية التي تشتهر بها المنطقة.
ترتبط بيت ياشوط بجميع القرى المحيطة بها بشبكة من الطرقات وتمر هذه الطرقات أحيانا في وسط الغابات وفوق أعلى قمم الجبال، فإذا صعدت إلى أحد القمم الموجودة في القرية قرب قرية المنيزلة تستطيع أن تشاهد أجمل منظر للبحر الأبيض المتوسط والجبل الأقرع.

## العادات
من العادات القديمة هي لعب المنقلة والدكرعا

### العرزال

عرزال في شجرة البلوط ويصنف كعرزال سياحي

العرزال ويلفظ عرزيل وهو سرير أو تخت يكون في الشجرة للنوم وإن تعددت استخداماته الحالية. أهم عرزال في هذه القرية والذي يقوم بعمله فعلاً هو عرزال وادي سعيد (حرف السين ساكن في سعيد وهناك إمالة على حرف الألف في وادي التي تكتب ويدي... وهي من أهم سمات اللهجة في بيت ياشوط)

## الأكلات الشعبية
في القديم كانت أهم الأكلات هي البرغل ويوجد كذلك الشنكليش وخبز التنور والكبيبات والترموسي والطبيخ (وهو مسلوق الحمص والحنطة المقشورة المنعق مع اللبن) والفتّوش.

## السياحة
إن بيت ياشوط تتمتع بكافة المقومات التي تؤهلها لتكون إحدى المصايف السورية الجميلة في جبال الساحل السوري فهناك الغابات والجبال والمناخ المعتدل، إضافة لقربها من الساحل وفيها بعض ينابيع المياه.